# Redecilla del Camino
Redecilla del Camino település Spanyolországban, Burgos tartományban. Lakosainak száma 93 fő (2024).

## Fekvése
Burgos tartományban található. 
Bascuñana, Castildelgado, Ibrillos, Grañón, Villarta-Quintana, Ojacastro és Valgañón községekkel határos. 

## Népesség
A település népessége az utóbbi években az alábbiak szerint változott:
| Lakosok száma | 148  | 148  | 140  | 133  | 137  | 125  | 121  | 115  | 104  | 93   |
|               | 2001 | 2004 | 2006 | 2009 | 2011 | 2014 | 2016 | 2019 | 2021 | 2024 |